# Igbo
Igbo (nogle gange Ndi Igbo) er en af de større etniske grupper i Afrika. Den tæller mellem 15–30 millioner mennesker. De fleste bor i det sydøstlige Nigeria, hvor det er en af de største etniske grupper, og er inddelt  i mange undergrupper . Igbo findes også i stort antal i Cameroun og Ækvatorialguinea. En mindre del af dem bor i andre afrikanske lande og i lande uden for Afrika, dels på grund af udvandring, dels som følge af slavehandel. Antallet i Afrika er ukendt. Igboerne taler igbo (igbo: Asụsụ Igbo), som omfatter hundredvis af  dialekter og igboidsprog.

## Eksterne kilder og henvisninger
1. ↑  CIA World fact book Arkiveret 31. august 2020 hos  Wayback Machine, but sources vary widely about the population. Mushanga, p. 166, says "over 20 million"; Nzewi (quoted in Agawu), p. 31, says "about 15 million"; Okafor, p. 86, says "about twenty-five million"; Okpala, p. 21, says "around 30 million"; and Smith, p. 508, says "approximately 20 million".

- Wikimedia Commons har flere filer relateret til Igbo
- GI Jones Photographic Archive of southeastern Nigeria Arkiveret 13. juli 2015 hos  Wayback Machine
- Igboguide.org – Insight into Igbo Culture and Language